# John Roberson
John Roberson, né le 28 octobre 1988, à Kansas City dans l'État du Kansas, est un joueur américain naturalisé bosnien de basket-ball. Il évolue au poste de meneur.

## Biographie
Le 18 juin 2015, il signe pour le club de l'Élan Chalon. Il est déclaré MVP du mois de février 2016 et décembre 2016 en Pro A. Il devient champion de France et finaliste de la Coupe d'Europe FIBA avec le club chalonnais.
En juin 2017, il signe un contrat de deux ans avec l'ASVEL Lyon-Villeurbanne,. Le 27 décembre 2017 face à Gran Canaria, il bat le record du nombre de tirs à 3-points primés sur un match en Eurocup avec 11. Avec 42 tirs primés sur l'ensemble de la phase de groupe, il dépasse également le précédent record de Chris Lofton. John Roberson devient dans le même temps le quatrième meilleur marqueur d'un match d'Eurocup avec 42 points et le meilleur joueur à l'évaluation de l'ASVEL en coupe d'Europe.
Après trois saisons en France, John Roberson signe en VTB League dans le club russe du BK Ienisseï Krasnoïarsk.
En juillet 2019, il obtient la nationalité bosnienne afin d'aider la sélection de Bosnie-Herzégovine à se qualifier pour l'Eurobasket 2021. Ce passeport lui permet aussi de jouir du statut de bosman. Quelques semaines plus tard, il s'engage au South East Melbourne Phoenix, franchise nouvellement créée en NBL.
Après la fin du championnat australien au mois de février 2020, il s'engage avec Galatasaray pour la fin de saison 2019-2020. Il ne joue que quatre matchs avec le club en raison de la pandémie de Covid-19.
Au mois de juillet 2020, il signe avec l'Estudiantes Madrid pour une saison.
En août 2021, Roberson revient dans le championnat de France et s'engage pour la SIG Strasbourg.

## Clubs successifs

### Carrière universitaire
- 2007-2011 :  Red Raiders de Texas Tech (NCAA I)

### Carrière professionnelle
- 2011-2012 : 
  -  KK Laško (1. A SKL)
  -  South Carolina Warriors (ABA)
- 2012-2013 : 
  -  BBC Monthey (LNA)
  -  Södertälje Kings (Basketligan)
- 2013-2014 :  Södertälje Kings (Basketligan)
- 2014-2015 : 
  -  Atemerőmű Paks (1er division)
  -  Södertälje Kings (Basketligan)
- 2015-2017 :  Élan sportif chalonnais (Pro A)
- 2017-2018 :  ASVEL Lyon-Villeurbanne (Pro A)
- 2018-2019 :  BK Ienisseï Krasnoïarsk (VTB League)
- 2019-2020 :  South East Melbourne Phoenix (NBL)
- 2020 :  Galatasaray SK (Süper Ligi)
- 2020-2021 :  Estudiantes Madrid (Liga ACB)
- depuis 2021 :  Strasbourg IG (première division)

## Palmarès

### Equipe
- Champion de France : 2017[15]
- Finaliste de la Leaders Cup : 2016
- Finaliste de la Coupe d'Europe FIBA : 2017
- Champion de Suède : 2013, 2014, 2015

### Individuel
- MVP du All-Star Game LNB 2016
- MVP du mois de février 2016 en Pro A
- MVP du mois de décembre 2016 en Pro A